# Musik übers Meer

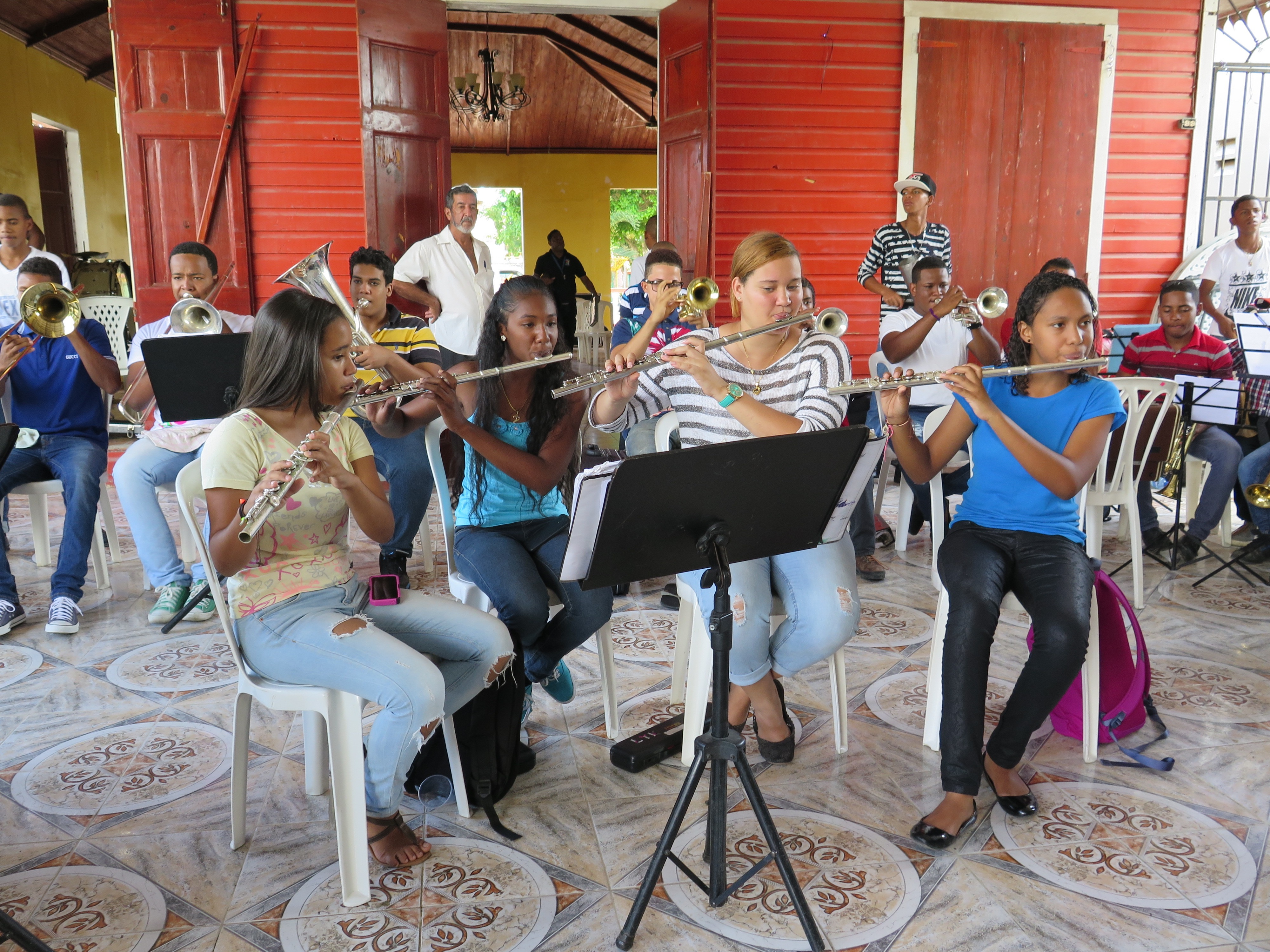
Jugendorchester in San José de los Llanos, Dominikanische Republik

Musik übers Meer (Eigenschreibweise: MusikübersMeer) ist seit 2011 ein gemeinnütziger Verein mit Sitz in Hedingen, Kanton Zürich. Von ihren Besitzern nicht mehr genutzte Musikinstrumente können in der Schweiz gespendet werden. Musik übers Meer sammelt sie ein und schickt sie dann in ausgewählte Projektländer. Sie dienen dort dem Aufbau von Musikschulen und Jugendorchestern. In den ersten fünf Jahren war der Verein ausschließlich in der Dominikanischen Republik aktiv, seit 2016 wurde die Projektarbeit auf weitere Länder ausgedehnt.

## Geschichte
Die Initiative geht auf die Schweizer Journalistin und Organistin Cornelia Diethelm zurück, die in den 1990er-Jahren in der Dominikanischen Republik lebte. In Zusammenarbeit mit dem dominikanischen Kulturministerium und mit dem Schweizer Blasmusikverband hat Cornelia Diethelm 2008 in Río San Juan (an der Nordküste der Dominikanischen Republik) die erste Musikschule und das erste Jugendorchester aufgebaut. 2011 wurde in der Schweiz der gemeinnützige Verein Musik übers Meer gegründet. 15 Jahre lang arbeitete der Verein mit dem dominikanischen Kulturministerium zusammen, es entstanden über 30 Jugendorchester. Inzwischen geht Musik übers Meer nur noch mit Nicht-Regierungsorganisationen Projektpartnerschaften ein. Mit diesen entstanden in der Dominikanischen Republik 11 Jugendorchester und in Kolumbien seit 2016 16 Jugendorchester (Stand 2025). Insgesamt hat Musik übers Meer in der Schweiz bis 2025 4'000 Musikinstrumente gespendet erhalten. 

## Ziele
- Kindern und Jugendlichen in ökonomisch benachteiligten Ländern das Musizieren ermöglichen
- Alltagsstruktur und Lebensperspektiven für Kinder und Jugendliche schaffen
- Gemeinschaftsgefühl und gegenseitigen Respekt bei Jugendlichen fördern
- Eltern und Gesellschaft mit einbeziehen und deren Eigeninitiative stärken
- Unterstützung bieten beim Aufbau einer gerechteren menschlichen Welt
- Prävention gegen Armut, Prostitution, Gewalt, Drogen durch Musik.

## Projekte
- Der Verein sammelt Instrumente und ermöglicht damit in den Projektländern den Aufbau von Musikschulen und Jugendorchestern.
- Regelmäßige Weiterbildungskurse zum Reparieren von Instrumenten unter Anleitung von Fachleuten, inklusive des entsprechenden Verbrauchsmaterials, sichern die Nachhaltigkeit der Musikinitiative.
- Musik übers Meer ermöglicht Dirigierkurse mit geeigneten Orchester-Dirigenten.
- Master Classes und Konzerte mit bekannten Schweizer Musikern in den jeweiligen Projektländern sichern den weiterführenden Kulturaustausch.
- Der Verein unterstützt hochbegabte Jugendliche beim Studium zum/zur Berufsmusiker*in.